# Estudios San Miguel
Estudios San Miguel fue una empresa cinematográfica argentina que comenzó a construir sus instalaciones - galerías y laboratorios- en la localidad de Bella Vista en 1937 e instaló los equipos de sonido en 1940. Pertenecía al empresario nacido en España Miguel Machinandiarena y dejó de tener actividad alrededor de 1957.  

## Inicios
Miguel Machinandiarena era un exempleado bancario que había obtenido la concesión para la explotación del Casino de Mar del Plata –teniendo como socio oculto al gobernador Manuel Fresco; en 1936 incursionó en el cine produciendo con el sello Falma Film33 dos películas –una de ellas titulada  Tararira (la bohemia de hoy), dirigida por Benjamín Fondane y otra con la cantante lírica Amanda Cetera- que no fueron estrenadas por su decisión, al parecer disconforme con el resultado obtenido; los filmes se rodaron en el mayor hermetismo en una galería chica que -años después y ya como Estudios San Miguel- fue transformada por Ralph Pappier en la única galería para efectos especiales que tuvo el cine del país en la época. Posteriormente Machinandiarena fundó los Estudios San Miguel y fue su propietario a lo largo de toda su trayectoria.

## Etapa de desarrollo
La estrategia comercial del estudio fue la producción en serie, pero lo cierto es que nunca generó fondos suficientes y se requirieron continuos aportes que Machinandiarena pudo hacer gracias a los beneficios de la concesión del Casino, de la cual se desprendió en 1944 mediante una salida negociada. 
Las instalaciones de Bella Vista fueron concebidas como una ciudad cinematográfica, inspirada en sus similares hollywoodenses con equipamiento considerado el más moderno del país. Usinas, laboratorio fotográfico, laboratorio de sonido RCA Víctor y galerías configuraban una fábrica total y autónoma de producir filmes. Paralelamente inició un plan de contrataciones de estrellas, directores y técnicos, mediante convenios por dos o tres años de extensión. Machinandiarena opinaba que la producción de los Estudios no debía concentrarse en un solo grupo de personas sino dividirse en varios grupos que funcionaran en forma independiente y con sus propios hombres, conceptos e ideas, con lo cual se evitaba que todo surgiera de una misma mentalidad y se incentivaba la competencia. En ese orden de cosas contrató a Manuel Peña Rodríguez para que encabezara una unidad como productor asociado, dejó otra a cargo de su esposa Lina y se asoció con los hombres de Artistas Argentinos Asociados y durante 1943 produjeron en sociedad nueve películas pero solo cuatro se rodaron íntegras en los Estudios San Miguel, que debió gastar grandes sumas en alquileres y traslados. Machinandiarena les pidió que filmaran todas sus películas en las instalaciones de Bella Vista pero rehusaron para no ser desleales con Sociedad Impresora de Discos Electrofónicos que les había alquilado sus estudios en términos favorables, pero entonces compró dicha sociedad y las filmaciones continuaron, en definitiva, solo en dominios de San Miguel.
En 1939 Miguel Machinandiarena contrató a Augusto Álvarez, conocido empresario cinematográfico, exhibidor, distribuidor y periodista (propietario entonces del periódico especializado Film), para incorporarlo a los estudios en calidad de gerente y director-gerente de la Distribuidora Panamericana SRL, compañía asociada, propiedad de los fundadores, que tuvo a su cargo la venta y distribución de las producciones del sello a nivel nacional e internacional. La dinámica que imprimió Álvarez, hombre clave de San Miguel, que el año de su ingreso acababa de liquidar su empresa de cines, permitió la apertura de oficinas, sucursales y representaciones en toda Latinoamérica, Estados Unidos y España.
Desde el punto de vista comercial la gestión de la empresa no resultó acertada. A los elevados costos y la filmación de algunas películas de escasa repercusión se sumó el fracaso de su tentativa de penetración en Brasil, donde realizó gestiones para la colocación de sus productos -e incluso proyectó la instalación de una sucursal- sin obtener resultado alguno.
Su última producción se estrenó en 1952 y al 31 de diciembre de 1954 tenía una deuda de más de seis millones de pesos.

## Producciones
La primera película producida y estrenada fue Petróleo, dirigida por Arturo S. Mom, rodada entre septiembre y diciembre de 1939 y estrenada el 18 de diciembre de 1940. Siguió luego una vasta producción que incluye títulos como Tres hombres del río (1943) dirigida por Mario Soffici, La pródiga (1946) del mismo director que por presiones de Perón no estrenada porque la protagonizaba Eva Perón y recién se vio en 1984, La dama duende (1945) dirigida por Luis Saslavsky, Las tres ratas (1946) de Carlos Schlieper, Juvenilia (1943) de Augusto César Vatteone, Cuando florezca el naranjo (1943) de Alberto de Zavalía, Casa de muñecas (1943) de Ernesto Arancibia, Historia del 900 (1949) dirigida por Hugo del Carril, Los isleros  (1951) de Lucas Demare, El hermoso Brummel (1951) dirigida por Julio Saraceni, Los árboles mueren de pie (1951) de Carlos Schlieper y Si muero antes de despertar (1952) de Carlos Christensen, entre otras.

### Lista de producciones
- No abras nunca esa puerta (1952)
- Si muero antes de despertar (1952)
- Buenos Aires, mi tierra querida (1951
- Los isleros (1951)
- Los árboles mueren de pie (1951)
- El hermoso Brummel (1951)
- El último payador (1950)
- La barra de la esquina (1950)
- Historia del 900 (1949)
- El extraño caso de la mujer asesinada (1949)
- Pobre, mi madre querida (1948)
- La serpiente de cascabel  (1948)
- Don Bildigerno en Pago Milagro (1948)
- Madame Bovary (1947)
- Vacaciones (1947)
- La senda oscura (1947)
- La cumparsita (1947)
- Romance musical (1947)
- Milagro de amor (1946)
- Las tres ratas (1946)
- Camino del infierno (1946)
- La pródiga (1945)
- La dama duende (1945)
- La cabalgata del circo (1945)
- Cuando la primavera se equivoca (1944)
- El fin de la noche (1944)
- Los hombres las prefieren viudas (1943)
- Juvenilia (1943)
- Cuando florezca el naranjo (1943)
- Los hijos artificiales (1943)
- Tres hombres del río (1943)
- Casa de muñecas  (1943)
- Eclipse de sol (1943)
- En el viejo Buenos Aires (1942)
- Melodías de América (1942)
- Petróleo (1940)

## Premios
Por el filme Tres hombres del río la Academia de Artes y Ciencias Cinematográficas de la Argentina otorgó el premio Cóndor Académico a la mejor dirección de 1943 a Mario Soffici, al mejor argumento original a Rodolfo González Pacheco, Hugo Mac Dougall y Eliseo Montaine, a la mejor actriz de reparto a Leticia Scuri, a la mejor fotografía a Francis Boeniger, a la mejor labor de cámara a Leo Fleider. En 1945 asignó el premio a la mejor película a La dama duente. En 1951 galardonó a Los isleros con los premios al mejor film, mejor director, mejor guion, mejor actriz principal (Tita Merello). En 1952 concedió el premio a la mejor adaptación a Si muero antes de despertar.
Su película La dama duende obtuvo los Premios Cóndor de Plata de 1946 a la mejor película, mejor director, mejor guion, mejor música y mejor producción.
En 1952 se galardonó a Los isleros como mejor película, mejor director, mejor adaptación, mejor actriz principal.